# Mésa-sztélé
Jelentősége
„the most important discovery ever made in the field of Oriental epigraphy” - „a közel-keleti írástörténet terén valaha is tett legfontosabb felfedezés” (Ernest Renan)
- Az egyik legfontosabb történelmi lelet és forrás a Bibliához.
- Az ókori Izráelre vonatkozó leghosszabb Biblián kívüli beszámoló.
- Az egyetlen forrás, mely megerősíti és kiegészíti a Királyok 2. könyve 3. fejezetét.

- Az óhéber betűkkel írt legnagyobb egybefüggő szöveg (34 sor).
- Az egyetlen héber betűkkel írt királyi felirat.
- A legrégibb alfabetikus karakterekkel írt sémi felirat.
- A leghosszabb palesztinai monumentális felirat.

- A legrészletesebb forrás Moáb történetéről.
- A moábi nyelv lényegében egyetlen forrása.

- Izráel nevének legkorábbi sémi írásos említése[3]
- JHWH, Izráel istene nevének legkorábbi említése.
- Kámós, Moáb nemzeti istenének említése.
- Omri izráeli király egyetlen Biblián kívüli említése.
- Gád törzsének említése.
- Dávid házának legkorábbi említése.
- 15, a Bibliában is szereplő helységnév említése.

A Mésa-sztélé (19. századi elnevezésével a moábita kő) a Bibliában említett Mésa (moábi משע Mšʿ, héber מֵישַׁע Mésa (Mêšăʿ); Meša, Mesha, Mescha), moábi király i. e. 850 körüli, Izrael elleni győztes hadjáratának és királysága megszervezésének állít emléket. A sztélé az ókori izraeli történelem, az óhéber írás, a moábi nyelv és a sémi epigráfia máig egyik legjelentősebb emléke.

## A sztélé története
A 124 cm magas, 71 cm széles és mély, felső részén lekerekített fekete bazaltkövet 1868. augusztus 19-én fedezte fel a Holt-tenger keleti partján Frederick Augustus Klein, az elzászi származású jeruzsálemi misszionárius-lelkész, a Jerusalem Mission Society tagja. Kerak térségében utazgatva Dibánba érkeztekor ő volt az első külföldi, aki az ősi, vésett feliratú kőről hallott. A követ az ókori moábi főváros, Díbón (דִּיבוֹן, a mai jordániai Dhiban) mellett, az Arnóntól néhány kilométerre találta meg.
A követ kiváló állapotban találta, bár ki volt téve az időjárás viszontagságainak. Vizsgálata csak a kő alsó és felső részen mutatott kisebb sérüléseket. Rajzot ugyan nem készített róla, de azonnal értesítette a jeruzsálemi német konzult, aki előkészítendő a kő megszerzését és Berlinbe küldését, tárgyalásokat kezdett a helybeli beduinokkal. A tárgyalásokról a szintén ott tartózkodó francia és angol diplomaták is tudomást szereztek. Az ekkor kezdődő versengésnek később komoly hatása lett a sztélé sorsára.
A sztélé megmenekülése Charles S. Clemont-Ganneau (1846-1923) francia orientalista, Ernest Renan tanítványának érdeme, aki jeruzsálemi tartózkodása alatt értesült Kleintől a kő előkerüléséről. 1869 októberében egy Selim al-Qarim nevű arab közvetítőt küldött a helyszínre, aki egy vázlatos másolatot készített a feliratról (ma a Louvreban), ami alapján azonnal felismerte a lelet fontosságát és korai eredetét. Időközben azonban a konzul megkísérelte a kő elszállítását és ez, valamint a lelet iránti megnövekedett érdeklődés és a diplomaták egymást túllicitáló pénzajánlatai ellenére is holtpontra jutó tárgyalások, felszították a kedélyeket. Ehhez járult még az a feltevés, hogy a sztélé talán belül kincset rejt.
Így mikor Clermont-Ganneau 1869 november-decemberében egy másik közvetítő, Yaqoub Karavaca segítségével egy rendes lenyomatot is készíttetni akart a kőről, közvetítőjét a helybéli beduinok megtámadták és a még alig megszáradt és szétszakadt lenyomattal kellett elmenekülnie. Ezek után az addig sértetlen sztélét tűzben felforrósítva és arra hideg vizet öntve széttörték, majd a darabokat a jeruzsálemi régiségpiacon próbálták értékesíteni.
Kapcsolatainak hála azonban Clermont-Ganneau 1872-re sikeresen meg tudta szerezni a két legnagyobb darabot, valamint több kisebbet is, s ezeket az időközben összeillesztett lenyomat alapján (ma szintén a Louvreban) restaurálta. Más töredékek a brit Palestine Exploration Fundhoz kerültek, kisebb része pedig a Német Keleti Társaságot (Deutsche Morgenländische Gesellschaft) képviselő Schlottmann professzorhoz.
Amikor kiderült, hogy a Louvre megszerezte a Clermont-Ganneau-nál lévő darabokat, a Palestine Exploration Fund önként felajánlotta az övéit, majd 1891-ben a Schlottmann-nál lévő utolsó hiányzó darabok is lánya révén a helyükre kerültek. Így végül felfedezése után 23 évvel sikerült a sztélé körülbelül kétharmadát újra összeállítani. Ma mind az eddig még nem publikált lenyomat, mind sztélé a Louvre-ban található, egy másolata pedig a British Museumban, Londonban.

## A sztélé jelentősége
A sztélé történelmi, nyelvészeti, írástörténeti és bibliai szempontból egyaránt nagy jelentőséggel bír.
- Történelmileg az egyetlen külső forrás, mely megerősíti, illetve kiegészíti a Királyok 2. könyve 3. fejezetében leírt bibliai beszámolót Mésa lázadásáról, az izraeli fennhatóság alóli kiszakadásáról és királyságának megalapításáról. Természetesen, ahogyan ez az ókori Közel-Keleten szokásos volt, mindkét verzió csak a maga szempontjából fontos eseményeket említi meg. Egyúttal ez az ókori Izráelre vonatkozó leghosszabb, eddig ismert Biblián kívüli forrás is.
- Nyelvészetileg a moábi nyelv egyetlen igazi forrása.
- Írástörténetileg az eredeti óhéber írás legjelentősebb emléke, részben mert ez tartalmazza az óhéberrel írt leghosszabb összefüggő szöveget (34 sorban), másrészt kivitelezése révén is, hiszen királyi emlékkőről lévén szó, a betűk megformálására gondosan ügyeltek. Ezenfelül ez a legrégebbi sémi és alfabetikus karakterekkel írt felirat, valamint a leghosszabb valaha is talált monumentális felirat Palesztinában.
- Bibliai szempontból fentieken túl külön jelentőséggel bír, hogy egész sor bibliai személy- és helységnév is említve van benne, többek között Kemós (Kámós), Moáb nemzeti istene, Omri és Dávid,[9] Izráel királyai. Ez a legkorábbi ismert forrása a JHWH Istennévnek is.

## A sztélé tartalma
I. Mésa sorozatos győzelmei és uralmának megszilárdítása (1-21a. sor)
- 1. A sztélé „bevezetője” a sztélé felállításáról. (1-4a)
- 2. Omri és fia agressziója Moáb ellen, Mésa diadala Izráel felett. (4b-10)
- 3. Atarót lerohanása, az oltár elmozdítása; áttelepítések. (10b-14a)
- 4. Nébó lerohanása, JHWH házának kifosztása. (14b-18a)
- 5. Jahac elfoglalása, Izráel királyának elűzése, a terület Díbónhoz csatolása. (18b-21a)

II. Mésa építkezései (21b-31a. sor)
- 6. Nagyszabású építkezések Qorchában, városi vízgyűjtő és ciszternák; izráeli foglyok kényszermunkája. (21b-26a)
- 7. Aróér, a Királyok útja Arnónnál, Bét-Bámót, Becer, Mahdebá, Dibláten, Baál-Meón. (26b-31a)

III. Harc Horónen ellen (31b-34. sor)

## A sztélé és a Biblia kapcsolata
A sztélén említett földrajzi adatok, tulajdonnevek, sőt egyes kifejezések egyezése a Bibliában szereplőkkel olyan mértékű, ami egyértelműen igazolja a benne leírt események valódiságát. Az egyetlen komolyabb problémát csak a két szöveg eltérő időpont-meghatározása jelentheti. A 2 Királyok 3:5 szerint Mésa lázadására Omri fiának, Akhábnak a halála (i. e. 853) után, az ő fia, Jehorám alatt került sor, míg a sztélé a 4-8. sorban azt írja, hogy erre Omri fia, tehát Akháb alatt került sor.
Omri az északi (izráeli) királyság egyik legerősebb királyaként i. e. 885-873 között uralkodott és dinasztiája egészen i. e. 841-ig állt fenn, amikor unokáját, Jórámot Jéhu meggyilkolta. A sztélé szerint (7-9. sor) Omri elfoglalta Médebát, és ott lakott egész életében, valamint a fia uralkodási éveinek felében, összesen 40 évig. Összeadva Omri 12 uralkodási évét (1Királyok 16:23), fia, Akháb 22 évét (1Királyok 16:29), Akháb fiának Akháziának 2 évét (1Királyok 22:52), valamint fivérének, Jórámnak fél uralkodási idejét, ami 6 (2Királyok 3:1), az eredmény 42 év.
Akár a bibliai uralkodási éveket korrigáljuk (különös tekintettel a végző és kezdő évekre), akár a sztélé 40 évét vesszük kerekített számnak (ami a Közel-Keleten eléggé elterjedt jelenség volt), az időpont egyezik, amiből úgy tűnik, Mésa lázadása Jórám 6. évébenm i. e. 846-ban lehetett és a 2Királyok 3 leírásából valószínűsíthető, hogy ezt azonnal követte Jórám megtorló hadjárata. Az időpont beleillik az i. e. 848-841 közötti időszakba is, amikor északon Jórám, délen pedig Jósafát, a hadjárat másik résztvevője, egyszerre uralkodott.
Maga a probléma alapvetően a בן bén / ben- /bin- fiú, fia szó értelmezéséből adódik, ami könnyen feloldható, ha tudjuk, hogy az ókori közel-keleti szóhasználatban a fia kifejezés bármely férfi leszármazottat jelenthetett, különösen uralkodók esetében, ahol az egyes dinasztiák (vagy „házak”) gyakran az alapítóról vagy a dinasztia legfontosabb tagjáról kapták nevüket.
A sztélén szereplő בנה bnh egyaránt fordítható fia- vagy fiai-nak, így az Omri fia(i) kifejezés Akhábon kívül mindkét fiára és itt konkrétan Jehorámra is vonatkozhat.

### Dávid háza a sztélé szövegében
1993-ban egy i. e. 9. századi sztélé-töredéket fedeztek fel az észak-izráeli Tel Dánnál (Tel Dán-sztélé), amely megemlíti a Bibliában többször előforduló „Dávid háza” kifejezést. Ez a felirat volt az első, mely Biblián kívüli forrást adott Dávid királlyal kapcsolatban, ami annak fényében, hogy tudományos körök külső források híján megkérdőjelezték Dávid létét, rendkívül jelentősnek tekinthető, bár a dwd szó adott szövegbeni jelentése is vitatható.
1994-ben, nemcsak a sztélén, hanem annak a Louvreban őrzött egykori lenyomatán is elvégzett vizsgálata során André Lemaire felhívta a figyelmet, hogy a töredékes 31. sor az ő véleménye és kiegészítése szerint szintén a בית דוד bét Dávíd – Dávid háza kifejezést tartalmazza. Hipotézisében egyrészt a szövegrész egy addig hiányzó betűjét – a Dávid kezdőbetűjét – állította vissza: וחורננ. ישב. בה. בת[ד]וד „ami pedig a horonitákat illeti, ott élt közte Dávid háza”, mely kiegészítést a többség elfogadta, elsősorban azért, mert más betű behelyettesítése nem ad ki értelmezhető szöveget.
Másrészt a horonitákat említő erősen sérült és hiányos 31-33. sort teljes egészében kiegészítette: [D]ávid háza pedig Horonajimban lakott (...) és Kemós azt mondta nekem: „Menj fel, harcolj Horonajim ellen!” És én felmentem és [harcoltam a város ellen és elfoglaltam azt és] Kemós megújította azt az én napjaimban..
Amennyiben Lemaire tézisei igazak, a Tel Dán-sztélével együtt immár két külső (tehát a Biblián kívüli) forrás is van, mely igazolja Dávid házának, azaz dinasztiájának létét. Ugyanakkor azonban egy másik tudóscsoport által végzett 2001-es újabb vizsgálat Lemair nézeteit nem erősítette meg.
1998-ban Anson Rainey próbálta a 12. sor rejtélyes אראל. דודה kifejezését azonosítani „Dávidi oltár”-ként.

## A sztélé felirata
Az eredetin is megtalálható pont a szavakat, a vonal a nagyobb egységeket választja el. A [ ] a rosszul olvasható vagy hiányzó, de kikövetkeztetett betűket jelzi, a benne lévő pont az ismeretleneket (körülbelül annyit, amennyi feltételezhetően hiányzik). A szaggatott vonal nagyobb hiányzó részeket jelöl. Az átírásban š (שׁ)=s, s (ס) és ś (שׂ)=sz. Az š és ś a pont nélküli sín (ש) átírása, ahol biztos a kiejtés. Ahol nem, ott ş-el van jelölve. Az átírás Prim & Socin, 1886, Barton, 1937, Albright, 1969 és Lemaire, 1994 alapján, az eredeti szövegről készült, kiegészítve a szerzők által javasolt jelenlegi legvalószínűbb olvasatokkal.
| A sztélé szövege                                             | A sztélé szövege                                                    |
| Kvadrát betűkkel                                             | Átírásban (transcriptio)                                            |
| ------------------------------------------------------------ | ------------------------------------------------------------------- |
| 1. אנכ.משע.בנ.כמש[מלכ].מלכ.מאב.הד                            | 1. ʾnk.mšʿ.bn.kmš[mlk].mlk.mʾb.hd                                   |
| אבי.מלכ.על.מאב.שלשנ.שת.ואנכ.מלכ                              | 2. ybny \| ʾby.mlk.ʾl.mʾb.šlšn.št.wʾnk.mlk                          |
| ואעש.הבמת.זאת.לכמש.בקרחה \| במ[ש]ע.[מ]                       | 3. ty.ʾḥr.ʾby \| waʾʿś.hbmt.zʾt.lkmš.bqrḥh \| bm[š]ʿ.[m]            |
| עמר                                                          | 4. šʿ.ky.hšʿny.mkl.hmlkn.wky.hrʾny.bkl.śnʾy \| ʿmr                  |
| 5. י.מלכ.ישראל.ויענו.את.מאב.ימנ.רבנ.כי.יאנפ.כמש.באר          | 5. y.mlk.yśrʾl.wyʿnw.ʾt.mʾb.ymn.rbn.ky.yʾnp.kmš.bʾr                 |
| ויחלפה.בנה.ויאמר.גמ.הא.אענו.את.מאב \| בימי.אמר.כ[דבר.]       | 6. ch \| wyḥlph.bnh.wyʾmr.gm.hʾ.ʾʿnw.ʾt.mʾb \| bymy.ʾmr.k[dbr.]     |
| וישראל.אבד.אבד.עלמ.וירש.עמרי.את.כל.א[ר]                      | 7. wʾrʾ.bh.wbbth \| wyśrʾl.ʾbd.ʾbd.ʿlm.wyrš.ʿmry.ʾt.kl.ʾ[r]         |
| וישב.בה.ימה.וחצי.ימי.בנה.ארבענ.שת.ויש                        | 8. c.mhdbʾ \| wyšb.bh.jmh.wḥcy.ymy.bnh.ʾrbʿn.št.wyś                 |
| ואבנ.את.בעלמענ.ואעש.בה.האשוח.ואבנ[.]                         | 9. bh.kmš.bymy \| wʾbn.ʾt.bʿlmʿn.wʾʿś.bh.hʾšwḥ.wʾbn[.]              |
| ואש.גד.ישב.בארצ.עטרת.מעלמ.ויבנ.לה.מלכ.י                      | 10. ʾt.qrytn \| wʾš.gd.yšb.bʾrc.ʿṭrt.mʿlm.wybn.lh.mlk.y             |
| ואלתחמ.בקר.ואחזה \| ואהרג.את.כל.העמ.[מ]                      | 11. śrʾl.ʾt.ʿṭrt \| wʾltḥm.bqr.wʾḥzh \| wʾhrg.ʾt.kl.hʿm.[m]         |
| ואשב.משמ.את.אראל.דודה.ואס                                    | 12. hqr.ryt.lkmš.wlmʾb \| wʾšb.mšm.ʾt.ʾrʾl.dwdh.wʾs                 |
| ואשב.בה.את.אש.שרנ.ואת.א[ש]                                   | 13. ḥbh.lpny.kmš.bqryt \| wʾšb.bh.ʾt.ʾš.šrn.wʾt.ʾ[š.]               |
| ויאמר.לי.כמש.לכ.אחז.את.נבה.על.ישראל \| וא                    | 14. mḥrt \| wyʾmr.ly.kmš.lk.ʾḥz.ʾt.nbh.ʿl.yśrʾl \| wʾ               |
| ואח                                                          | 15. hlk.hllh.wʾltḥm.bh.mbqʿ.hšḥrt.ʿd.hchrm \| wʾḥ                   |
| וגברת.וגר                                                    | 16. zh.wʾhrg.kl[m].šbʿt.ʾlpn.gbrn.w[gr]n \| wgbrt.wgr               |
| כי.לעשתר.כמש.החרמתה \| ואקח.משמ.א[ת.כ]                       | 17. t.wrḥmt \| ky.lʿštr.kmš.hḥrmth \| wʾqḥ.mšm.ʾ[t.k]               |
| ומלכ.ישראל.בנה.את                                            | 18. ly.yhwh.wʾsḥb.hm.lpny.kmš \| wmlk.yśrʾl.bnh.ʾt                  |
| ויגרשה.כמש.מפני \| ו                                         | 19. yhc.wyšb.bh.bhltḥmh.by \| wygršh.kmš.mpny \| w                  |
| ואשאה.ביהצ.ואחזה.                                            | 20. ʾqḥ.mmʾb.mʾtn.ʾš.kl.ršh \| wʾśʾh.byhc.wʾḥzh.                    |
| אנכ.בנתי.קרחה.חמת.היערנ.וחמת                                 | 21. lspt.ʿl.dybn \| ʾnk.bnty.qrḥh.ḥmt.hyʿrn.wḥmt                    |
| ואנכ.בנתי.שעריה.ואנכ.בנתי.מגדלתה \| וא                       | 22. hʿpl \| wʾnk.bnty.šʿryh.wʾnk.bnty.mgdlth \| wʾ                  |
| 23. נכ.בנתי.בת.מלכ.ואנכ.עשתי.כלאי.האשו[ח.למ]ינ.בקרב[.]       | 23. nk.bnty.bt.mlk.wʾnk.ʿśty.klʾy.hʾšw[ḥ.lm]yn.bqrb[.]              |
| ובר.אנ.בקרב.הקר.בקרחה.ואמר.לכל.העמ.עשו.ל                     | 24. hqr \| wbr.ʾn.bqrb.hqr.bqrḥh.wʾmr.lkl.hʿm.ʿśw.l                 |
| ואנכ.כרתי.המכרתת.לקרחה.באסר                                  | 25. km.ʾš.br.bbyth \| wʾnk.krty.hmkrtt.lqrḥh.bʾsr                   |
| אנכ.בנתי.ערער.ואנכ.עשתי.המסלת.בארננ.                         | 26. [y].yśrʾl \| ʾnk.bnty.ʿrʿr.wʾnk.ʿśty.hmslt.bʾrnn.               |
| אנכ.בנתי.בצר.כי.עינ.                                         | 27. ʾnk.bnty.bt.bmt.ky.hrs.hʾ \| ʾnk.bnty.bcr.ky.ʿyn.               |
| וא]ש.דיבנ.חמשנ.כי.כל.דיבנ.משמעת \| ואנכ.מלכ                  | 28. [.. \| wʾ]š.dybn.ḥmšn.ky.kl.dybn.mšmʿt \| wʾnk.mlk              |
| ואנכ.בנת                                                     | 29. t[y.ʿl.]mʾt.bqrn.ʾšr.yspty.ʿl.hʾrc \| wʾnk.bnt                  |
| ובת.בעלמענ.ואשא.שמ.את.[נקד]                                  | 30. y.[bt.mh]d[b]ʾ.wbt.dbltn \| wbt.bʿlmʿn.wʾśʾ.šm.ʾt.[nqd]         |
| וחורננ.ישב.בה.ב[ית.ד]וד[.ו]א[מר.]                            | 31. ----------------cʾn.hʾrc \| wḥwrnn.yšb.bh.b[yt.d]wd[.w]ʾ[mr.]   |
| וארד.ו[אלת]                                                  | 32. -------------[.w]ʾmr.ly.kmš.rd.hltḥm.bḥwrnn \| wʾrd.w[ʾlt]      |
| 33. [חמ.בקר.ויש]בה.כמש.בימי.ועל[.דה].משמ.עש[ר...]            | 33. [ḥm.bqr.wyš]bh.kmš.bymy.wʿl[.dh].mšm.ʿś[r...]                   |
| ואנ[כ...]                                                    | 34. --------------------------------------------şt.şdq \| wʾn[k...] |
| ------------------------------------------------------------ | ------------------------------------------------------------        |

## A felirat fordítása
A fordítás a szó szerintiségre és nem az irodalmiságra törekszik, ezért ahol csak lehet, követi az eredeti szórendet és a szokatlannak tűnő, de eredeti formákat. A központozás a szöveg (feltételezett) dikcióját követi, de elhagyható. A sorvégi szavak szétválasztása és a [ ] igyekszik követni az eredetit. A §-jel a nagyobb tartalmi egységeket különíti el. A ()-ben lévő szavak a magyarhoz szükséges és a szövegből következő emendációk, illetve variánsok. Az „-en” végződés a kettesszámot jelzi.
1. Én vagyok Mésa, Kámós-melek fia, Moáb királya, a dí

2. bóni. | Atyám uralkodott Moáb felett 30 évig, majd én uralkod

3. tam atyám után. | És elkészítettem ezt a magaslatot Kámósnak Qorchában, | [Mé]sa megszabadul[ás]a 

4. miatt, mert megszabadított engem az összes királytól és mert megmutatott engem minden gyűlölőimnek! | § Omr

5. i (volt) Izráel királya és nyomorgatta Moábot hosszú ideig, mert haragudott Kámós a föl

6. djére. | Majd felváltotta őt az ő fia és ő is azt mondta: „Megsanyargatom Moábot!” | Az én napjaimban szólt [e szó] szerint.

7. De lenéztem rá és házára, | Izráel pedig elpusztulván elpusztult örökre! § Mert birtokba vette Omri Mahdebá egész föl[d]

8. jét | és azon tartózkodott a saját napjaiban és a fia napjainak felében– 40 évig -, de vissza

9. adta azt Kámós az én napjaimban! | És újjáépítettem Baál-meónt és megcsináltam benne a vízgyűjtőt és újjáépítettem

10. Qirjátent. | § Gád férfia pedig (ott) lakott Atarót földjén kezdettől, mert neki építette Izráel

11. királya Atarótot. | De harcoltam a város ellen és elfoglaltam azt! | Majd kiirtottam az egész népet a vá

12. ros[ból], ajándék(ként) Kámósnak és Moábnak, | majd elmozdítottam onnan az ő Dávidja oltár-tüzét és elhur

13. coltam Kámós elé Qerijjótba, | majd letelepítettem benne Sárón férfiát és 

14. Macharat fér[fi]át. | § Majd szólt nekem Kámós: 'Menj, foglald el Nébót Izráellel szemben!" | És el

15. mentem éjszaka és harcoltam ellene hajnalhasadtától délig | és elfog

16. laltam és megöltem mind[nyájukat]: 7.000 férfit és [fiú]t | és asszonyt és lá

17. nyt és szolgálólányt, | mert Astar-Kámósnak szenteltem az(oka)t, | majd elvettem onnan 

18. JHWH [edé]nyeit és elhurcoltam azokat Kámós elé. | § Izráel királya pedig felépítette

19. Jahacot és abban lakott, mialatt harcolt velem, | de kiűzte őt Kámós előlem. | Mivel

20. vettem Moábból 200 férfit– mind annak feje– | és felvittem ő(ke)t Jahacba és elfoglaltam azt,

21. hogy hozzácsatoljam Díbónhoz. | § Én építettem újjá Qorchát, az erdők falát és a 

22. fellegvár falát | és én építettem fel kapuit és én építettem fel tornyát | és é

23. n építettem királyi palotát és én készítettem kettős v[ízgy]űjtőt a vizeknek, belül 

24. a városon. | És mivel ciszterna sem volt a városon belül Qorchában, ezért szóltam az egész népnek: „Csináljatok ma

25. gatoknak ki-ki ciszternát a saját házában!”, | és én vágtam ki a vágatokat Qorchá számára Izráel

26. foglya[i] által. | § Én építettem újjá Aróért és én csináltam meg a Királyi Utat az Arnónban.

27. Én építettem újjá Bét-bámótot, mert rom volt. | Én építettem újjá Becert, mert lakatlan volt.

28. [..és Díbón férfia hadrendbe állt, mert egész Díbón engedelmes volt. | És én uralkodt[am]

29. a 100 város [felett], amit az országhoz csatoltam. | És én építettem 

30. Mahde[b]á [házát] és Dibláten házát. | Ami pedig Baál-Meón házát illeti, odahelyeztem [felügyelő(vé?)]

31. -----------az ország nyája(inak?). | § Ami pedig Horónent illeti, abban lakott Dá[vid] há[za és]mo[ndta]

32. -----------Kámós pedig mondta nekem: „Menj le, harcolj Horónen ellen!” | És én lementem és [harcol]

33. [tam a város ellen és bevettem azt és visszaad]ta azt Kámós az én napjaimban. Majd ʿl[.dh] onnan 10.... 

34. --------------------------------------------------------------------şt.şdq | És é[n...]

## A sztélé tulajdonnevei

### Földrajzi nevek
A sztélén szereplő 17 helységnévből mindössze kettő (Macharat és Qorchá) nem található meg a Bibliában, a többi 15 többször is előfordul benne. Írásmódjuk mindkét helyen gyakorlatilag ugyanaz, az eltérések csak a teljes- és hiányos írás variációi. Az egymás mellett szereplő nevek szintén ugyanilyen helyesírási változatok.
| Földrajzi nevek | Földrajzi nevek                  | Földrajzi nevek   | Földrajzi nevek  | Földrajzi nevek        | Földrajzi nevek                    | Földrajzi nevek |
|                 | Sztélé                           | Sztélé            | Sztélé           | Biblia                 | Biblia                             | Biblia |
|                 | Név & a sztélé sora              | Moábi             | Átírás           | Héber                  | Kiejtés                            | Előfordulások |
| Ország          | Ország                           | Ország            | Ország           | Ország                 | Ország                             | Ország |
| --------------- | -------------------------------- | ----------------- | ---------------- | ---------------------- | ---------------------------------- | --- |
| 1.              | Izráel (5, 7, 10-11, 14, 18, 26) | ישראל             | yşrʾl            | יִשׂרָאֵל                  | Jiśrāʾēl                           | 2500 fölött |
| 2.              | Moáb (1, 2, 5, 6, 12, 20)        | מאב               | mʾb              | מֹאָב, מוֹאָב              | Mōʾāv, Môʾāv                       | 200 körül |
| Város           |                                  |                   |                  |                        |                                    | |
| 1.              | Arnón (26)                       | ארננ              | ʾrnn             | אַרְנֹן, אַרְנוֹן            | ʾĂrnōn, ʾĂrnôn                     | 4 Móz 21:13.14.24.26.28, 22:36; 5 Móz 2:24.36, 3:8.12.16, 4:48, Józs 12:1.2, 13:9.16, Bír 11:13.18.22.26, 2 Kir 10:33, Ésa 16:2, Jer 48:20 |
| 2.              | Aróér (26)                       | ערער              | ʿrʿr             | עֲרֹעֵר, עֲרוֹעֵר            | ʿĂrōʿēr, ʿĂrôʿēr                   | 4 Móz 32:34, 5 Móz 2:36, 3:12, 4:48, Józs 12:2, 13:9.16.25, Bír 11:33, 2 Kir 10:33, 1 Krón 5:8, Jer 48:(6).19                              |
| 2.              | Aróér (26)                       | ערער              | ʿrʿr             | עַרְעוֹר                  | ʿĂrʿôr                             | Bír 11:26 |
| 3.              | Atarót (10, 11)                  | עטרת              | ʿṭrt             | עֲטָרֹת, עֲטָרוֹת            | ʿĂṭārōt, ʿĂṭārôt                   | 4 Móz 32:3.34 |
| 4.              | (Bét) Baál-meón (9, 30)          | בעלמענ, בת.בעלמענ | bʿlmʿn bt.bʿlmʿn | בַּעַל מְעוֹן               | Băăl məʿôn                         | 4 Móz 32:38, 1 Krón 5:8, Ezék 25:9 |
| 4.              | (Bét) Baál-meón (9, 30)          | בעלמענ, בת.בעלמענ | bʿlmʿn bt.bʿlmʿn | בֵּית בַּעַל מְעוֹן           | Bêt Băʿăl məʿôn                    | Józs 13:17 |
| 4.              | (Bét) Baál-meón (9, 30)          | בעלמענ, בת.בעלמענ | bʿlmʿn bt.bʿlmʿn | בֵּית מְעוֹן               | Bêt məʿôn                          | Jer 48:23 |
| 5.              | (Bét) Bámót (Baál) (27)          | בת.במת            | bt.bmt           | בָּמוֹת                   | Bāmôt                              | 4 Móz 21:19.20 |
| 5.              | (Bét) Bámót (Baál) (27)          | בת.במת            | bt.bmt           | בָּמוֹת בַּעַל               | Bāmôt-Băʿăl                        | 4 Móz 22:41, Józs 13:17 |
| 6.              | Bét-Diblá`tajim (30)             | בת.דבלתנ          | bt.dbltn         | עַלְמֹן דִּבְלָתַיִם            | ʿĂlmōn-Divlā`tăjim                 | 4 Móz 33:46.47 |
| 6.              | Bét-Diblá`tajim (30)             | בת.דבלתנ          | bt.dbltn         | בֵּית דִּבְלָתַיִם             | Bêt-Divlā`tăjim                    | Jer 48:22 |
| 7.              | Becer (27)                       | בצר               | bcr              | בֶּצֶר                    | Becer                              | 5 Móz 4:43, Józs 20:8, (21:36) 1 Krón 6:63(78)                                                                                             |
| 8.              | Díbón (1/2, 21, 28-2x)           | דיבנ              | dybn             | דִּיבֹן, דִּיבוֹן            | Dîvōn, Dîvôn                       | 4 Móz 21:30, 32:3.34, Józs 13:9.17, Neh 11:25, Ésa 15:2, Jer 48:18.22                                                                      |
| 8.              | Díbón (1/2, 21, 28-2x)           | דיבנ              | dybn             | דִּיבֹן גָּד                | Dîvōn-Gād                          | 4 Móz 33:45.46 |
| 9.              | Horonajim (Horónen) (31, 32)     | חורננ             | ḥwrnn            | חוֹרֹנַיִם, חֹרוֹנֵיִם, חֹרֹנֵיִם  | Ḥôrō`năjim, Ḥōrô`năjim, Ḥōrō`năjim | Ésa 15:5, Jer 48:3.5.34 |
| 10.             | Jahac (19, 20)                   | יהצ               | yhc              | יַהַץ                    | Jăhăc                              | Ésa 15:4, Jer 48:34 |
| 10.             | Jahac (19, 20)                   | יהצ               | yhc              | יֵהְצָה                   | Jăhcá                              | 4 Móz 21:23, 5 Móz 2:32, Józs 13:18, (21:36), Bír 11:20, 1 Krón 6:63(78), Jer 48:21                                                        |
| 11.             | Macharat (14)                    | מחרת              | mḥrt             | –                      | –                                  | – |
| 12.             | Mahdebá (8, 30)                  | מהדבא             | mhdbʾ            | מֵידְבָא                  | Mêdəvāʾ                            | 4 Móz 21:30, Józs 13:9.16, 1 Krón 19:7, Ésa 15:2                                                                                           |
| 13.             | Nébó (14)                        | נבה               | nbh              | נְבֹה                    | Nəvô                               | 4 Móz 32:3.38, 1 Krón 5:8, Ésa 15:2, Jer 48:1.22                                                                                           |
| 14.             | Qo/archá (3, 21, 24, 25)         | קרחה              | qrḥh             | –                      | –                                  | – |
| 15.             | Kerijjót (13)                    | קרית              | qryt             | קְרִיּוֹת                  | Qərijjôt                           | Jer 48:24 |
| 15.             | Kerijjót (13)                    | קרית              | qryt             | הַקְּרִיּוֹת                 | Hăqqərijjôt                        | Jer 48: 41, Ámós 2:2 |
| 16.             | Kirjátajim (Q/Kirjáten) (10)     | קריתנ             | qrytn            | קִרְיָתַיִם                 | Qirjá`tajim                        | 1 Móz 14:5, 4 Móz 32:37, Józs 13:19, Jer 48:1.23                                                                                           |
| 16.             | Kirjátajim (Q/Kirjáten) (10)     | קריתנ             | qrytn            | קִרְיָתַיְמָה (qeré: קִרְיָתְמָה) | Qirjá`tajmá (qeré: Qir`játmá)      | Ezék 25:9 |
| 17.             | Sáron (13)                       | שרנ               | rn               | שָׁרוֹן                   | Šārôn                              | 1 Krón 5:16 |

1. 1 2 3 4 5  A kikövetkeztetett valószínű olvasat.